# Ponderosa Park
Ponderosa Park és una concentració de població designada pel cens dels Estats Units a l'estat de Colorado. Segons el cens del 2000 tenia 3.112 habitants.

## Demografia
Segons el cens del 2000, Ponderosa Park tenia 3.112 habitants, 1.040 habitatges, i 897 famílies. La densitat de població era de 81,4 habitants per km².
Dels 1.040 habitatges en un 44,5% hi vivien nens de menys de 18 anys, en un 80,3% hi vivien parelles casades, en un 4% dones solteres, i en un 13,7% no eren unitats familiars. En el 8,7% dels habitatges hi vivien persones soles l'1,4% de les quals corresponia a persones de 65 anys o més que vivien soles. El nombre mitjà de persones vivint en cada habitatge era de 2,99 i el nombre mitjà de persones que vivien en cada família era de 3,19.
Per edats la població es repartia de la següent manera: un 29,2% tenia menys de 18 anys, un 5,2% entre 18 i 24, un 34,6% entre 25 i 44, un 26,3% de 45 a 60 i un 4,7% 65 anys o més.
L'edat mediana era de 38 anys. Per cada 100 dones de 18 o més anys hi havia 99,1 homes.
La renda mediana per habitatge era de 70.192 $ i la renda mediana per família de 72.500 $. Els homes tenien una renda mediana de 53.000 $ mentre que les dones 26.988 $. La renda per capita de la població era de 25.673 $. Entorn del 2,4% de les famílies i el 2,8% de la població estaven per davall del llindar de pobresa.

## Poblacions més properes
El següent diagrama mostra les poblacions més properes.